# Mamporal
Mamporal ist ein Dorf im venezolanischen Bundesstaat Miranda, Verwaltungssitz des Bezirks Buroz.
Das Dorf wurde am 16. Januar 1738 in einer Region mit zahlreichen Kakaoplantagen gegründet. Der Name Mamporal soll ein indianisches Wort für eine endemische Pflanze sein. Die Region hat etwa 20.908 Einwohner.